# Tilletia palpera
Tilletia palpera är en svampart som beskrevs av J. Walker & Vánky 2001. Tilletia palpera ingår i släktet Tilletia och familjen Tilletiaceae.   Inga underarter finns listade i Catalogue of Life.